# Simulium zhangjiajiense
Simulium zhangjiajiense är en tvåvingeart som beskrevs av Chen, Zhang och Wen-Xuan Bi 2004. Simulium zhangjiajiense ingår i släktet Simulium och familjen knott. Inga underarter finns listade i Catalogue of Life.